# Okres Poprad
Poprad is een district (Slowaaks: Okres) in de Slowaakse regio Prešov. De hoofdstad is Poprad. Het district bestaat uit 3 steden (Slowaaks: Mesto) en 26 gemeenten (Slowaaks: Obec).

## Steden
- Poprad
- Svit
- Vysoké Tatry

## Lijst van gemeenten
| - Batizovce - Gánovce - Gerlachov - Hozelec - Hôrka - Hranovnica - Jánovce - Kravany - Liptovská Teplička | - Lučivná - Mengusovce - Mlynica - Nová Lesná - Spišská Teplica - Spišské Bystré - Spišský Štiavnik - Štôla - Štrba | - Šuňava - Švábovce - Tatranská Javorina - Veľký Slavkov - Vernár - Vikartovce - Vydrník - Ždiar |

Okres Bardejov · Okres Humenné · Okres Kežmarok · Okres Levoča · Okres Medzilaborce · Okres Poprad · Okres Prešov · Okres Sabinov · Okres Snina · Okres Stará Ľubovňa · Okres Stropkov · Okres Svidník · Okres Vranov nad Topľou